# 鳥越 (台東区)
鳥越（とりごえ）は、東京都台東区の地名。現行行政地名は鳥越一丁目および鳥越二丁目。住居表示実施済区域。

## 地理
台東区の南部に位置し、浅草地域に属する。町域東部は新堀通りに接し、これを境に蔵前に接する。南部は蔵前橋通りに接しこれを境に浅草橋に接する。西部は清洲橋通りに接しこれを境に台東に接する。北部は、小島・三筋にそれぞれ接する。町域の中央付近を一丁目と二丁目を分ける形で南北に左衛門橋通りが縦貫する。
町域内は商業地と住宅地とが混在している。一丁目は東京大空襲の被害も免れ昭和初期の街並みが残ることで知られる。千貫神輿と夜祭りで知られる鳥越祭りを開催する鳥越神社の氏子区域である。

## 歴史
当地の鳥越神社に、蕨手刀、高坏、勾玉、管玉、銀環など古墳出土と思われる遺物が所蔵されており、この地にかつてあった鳥越古墳出土のものとする説がある。
地名は徳川家康の江戸入府以前からのもので、後北条期の鳥越村は現在の台東区浅草橋・柳橋・蔵前・鳥越・三筋・小島の一帯と比定される。明治時代以降の町域の変遷は台東区の町名を参照。

### 地名の由来
地内の鳥越神社に由来する。

## 世帯数と人口
2025年（令和7年）3月1日現在（台東区発表）の世帯数と人口は以下の通りである。
| 丁目       | 世帯数    | 人口    |
| ---------- | --------- | ------- |
| 鳥越一丁目 | 1,259世帯 | 2,009人 |
| 鳥越二丁目 | 973世帯   | 1,498人 |
| 計         | 2,232世帯 | 3,507人 |

### 人口の変遷
国勢調査による人口の推移。
| 年                 | 人口  |
| ------------------ | ----- |
| 1995年（平成7年）  | 2,228 |
| 2000年（平成12年） | 2,129 |
| 2005年（平成17年） | 2,074 |
| 2010年（平成22年） | 2,334 |
| 2015年（平成27年） | 2,992 |
| 2020年（令和2年）  | 3,258 |

### 世帯数の変遷
国勢調査による世帯数の推移。
| 年                 | 世帯数 |
| ------------------ | ------ |
| 1995年（平成7年）  | 840    |
| 2000年（平成12年） | 883    |
| 2005年（平成17年） | 950    |
| 2010年（平成22年） | 1,243  |
| 2015年（平成27年） | 1,639  |
| 2020年（令和2年）  | 1,914  |

## 学区
区立小・中学校に通う場合、学区は以下の通りとなる（2023年9月現在）。
- 区域 : 一丁目〜二丁目 全域
  - 小学校 : 台東区立台東育英小学校
  - 中学校 : 台東区立御徒町台東中学校

## 交通
町域内に鉄道駅はないが、東側に都営浅草線・蔵前駅が、北側に都営大江戸線・つくばエクスプレス線の新御徒町駅が、南側にJR総武線の浅草橋駅がある。

## 事業所
2021年（令和3年）現在の経済センサス調査による事業所数と従業員数は以下の通りである。
| 丁目       | 事業所数  | 従業員数 |
| ---------- | --------- | -------- |
| 鳥越一丁目 | 121事業所 | 601人    |
| 鳥越二丁目 | 103事業所 | 866人    |
| 計         | 224事業所 | 1,467人  |

### 事業者数の変遷
経済センサスによる事業所数の推移。
| 年                 | 事業者数 |
| ------------------ | -------- |
| 2016年（平成28年） | 257      |
| 2021年（令和3年）  | 224      |

### 従業員数の変遷
経済センサスによる従業員数の推移。
| 年                 | 従業員数 |
| ------------------ | -------- |
| 2016年（平成28年） | 1,446    |
| 2021年（令和3年）  | 1,467    |

## 施設
- 鳥越神社 – 地名の由来にもなっている
- 寿松院 - 浄土宗の仏教寺院。山号寺号は不老山無量寺
- 信入院 - 浄土宗の仏教寺院
- 長寿院 - 浄土宗の仏教寺院
- おかず横丁 - 鳥越一丁目にある商店街

## その他

### 日本郵便
- 郵便番号 : 111-0054[3]（集配局 : 浅草郵便局[16]）。